# 南部ハイブッシュ系
南部ハイブッシュ系（Southern highbush blueberry）とは、ブルーベリーの系統の一つ。1970年代半ばにフロリダで開発され、フロリダ、ノースカロライナを中心に改良が行われた。温暖な地域での栽培を主眼として開発された。

## 特徴
果実の品質は概ね北部ハイブッシュ系と同じである。低温要求時間の短さ、早生、常緑性と分枝性の強さなどが全体的な特徴である。常緑性については、品種によって相違が見られる。樹高は北部ハイブッシュ系より控えめ、果実は強い酸味を発しない傾向にあり、食べやすい。年代の経過に伴い、保存性、食感に卓越した品種が登場している。
弱点としては土壌適応性の低さ、株の脆弱性などがある。栽培実績が十分でない品種が多いという問題もある。